# أولاف بيدرسن
أولاف بيدرسن هو فيلسوف دنماركي، ولد في 8 أبريل 1920 في Egtved ‏ في الدنمارك، وتوفي في 3 ديسمبر 1997 في آرهوس في الدنمارك.